# Берёзовый (Волгоградская область)
Берёзовый — посёлок в Нехаевском районе Волгоградской области, в составе Родничковского сельского поселения.
Посёлок расположен примерно в 17 км южнее посёлка Роднички.

## История
Основан как посёлок отделения № 4 организованного в период коллективизации совхоза «Роднички». Посёлок 4-го отделения совхоза «Роднички» впервые упоминается в Алфавитном списке населенных пунктов по районам Сталинградской области на 1939 год. По состоянию на 15 апреля 1945 года 4-е отделение совхоза «Роднички» относилось к Рябовскому сельсовету Кругловского района Сталинградской области. В 1947 году посёлок включён в состав Родниковского сельсовета, в 1953 году Родничковский сельсовет был упразднён, населённый пункт — в составе Куличковского сельсовета.
В 1961 году Сталинградская область была переименована в Волгоградскую. Решением облисполкома от 07 февраля 1963 года № 3/55 Куличковский поссовет был включён в состав Нехаевского района. Решением облисполкома от 04 декабря 1964 года № 34/507 посёлок отделения № 3 совхоза «Роднички» Куличковского сельсовета был переименован в посёлок Каменский. Тем не менее, в более поздних официальных документах и на топографических картах посёлок продолжал значиться как Отделение № 4 совхоза «Роднички». В 1968 году Куличковский сельсовет был переименован в Родничковский. Современное название населённый пункт получил в 1996 году.

## Население
Динамика численности населения по годам:
| 1989 | 2002 |
| ---- | ---- |
| ≈130 | 17   |

| 2010 |
| ---- |
| 0    |